# エレーナ・スクルィーニク
エレーナ・ボリソヴナ・スクルィーニク（ロシア語: Елена Борисовна Скрынник、ラテン文字表記の例：Elena Borisovna Skrynnik、1961年8月30日 - ）は、ロシアの政治家。2009年3月12日から2012年5月21日まで、ロシア連邦農業大臣。

## 経歴
1986年、チェリャビンスクの医科大学を卒業。卒業後は州立大学で働く。
1992年、ロシア連邦経済アカデミーで経済学博士候補号を取得。在学中、フランスやドイツに留学する。
2008年11月、統一ロシア最高評議員に当選。
2009年3月、ロシア連邦農業大臣に就任。